# 시샹탕구

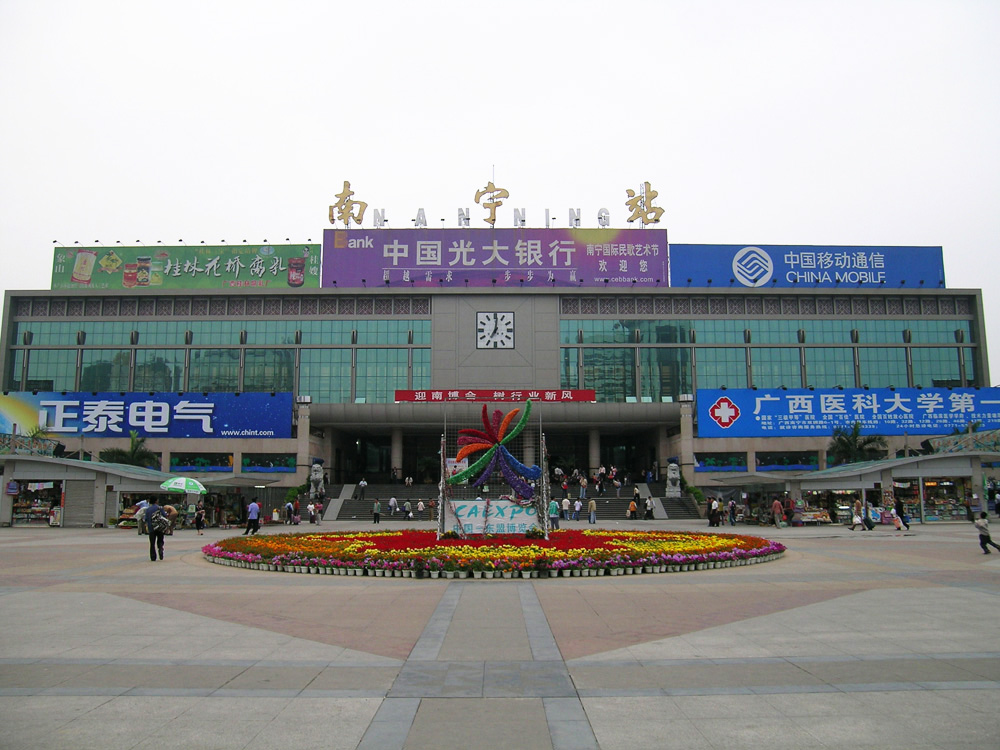

시샹탕구(한국어: 서향당구, 중국어: 西乡塘区, 병음: Xīxiāngtáng Qū)는 중국 광시 좡족 자치구 난닝시의 현급 행정구역이다. 넓이는 1118km2이고, 인구는 2007년 기준으로 780,000명이다.

## 행정 구역
10개 가도, 3개 진을 관할한다.
- 가도: 衡阳街道, 北湖街道, 西乡塘街道, 安吉街道, 华强街道, 新阳街道, 上尧街道, 安宁街道, 石埠街道, 心圩街道.
- 진: 金陵镇, 双定镇, 坛洛镇.